# Melin, Färöarna

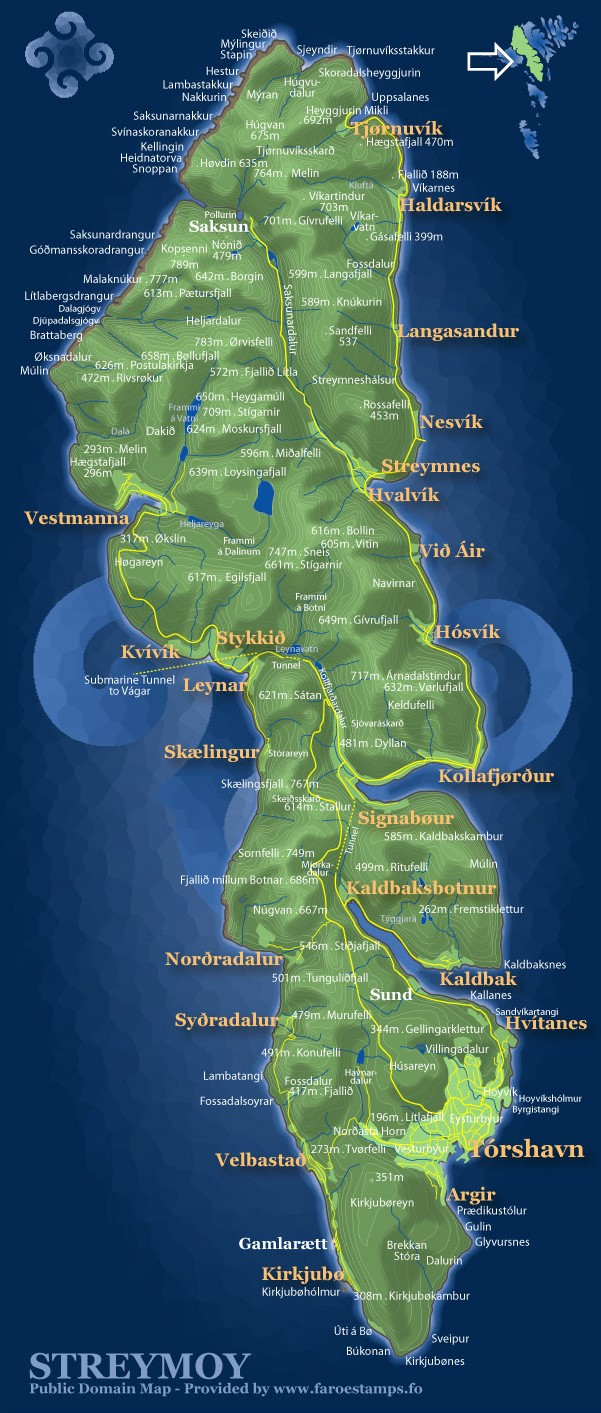
Karta över Streymoy med Melin utmärkt.

Melin är ett berg på ön Streymoy som är huvudön i ögruppen Färöarna. Bergets högsta topp är 764 meter över havet, vilket gör toppen till den femte högsta på Streymoy. Liksom de andra av de högsta bergen på Streymoy är Melin beläget på den mycket kuperade nordvästra delen av ön.